# Djalma Berger
Djalma Vando Berger (Bom Retiro, 7 de março de 1962) é um político brasileiro e empresário do setor de serviços e energia.
Foi prefeito da cidade catarinense de São José entre 2009 e 2012.

## Vida
Nasceu em Bom Retiro, na Serra Catarinense, no dia 7 de março de 1962. É filho de Melida Schlemper Berger e Elias Berger. É irmão de Dário Berger, ex-prefeito de Florianópolis (2005-2012) e de São José (1996-2004), e Senador da República na 54ª legislatura (2014-2022). É casado com Adriana Gonçalves Cravinhos Berger e tem três filhas.

## Carreira
Djalma Berger é formado em administração pela ESAG e em engenharia civil pela Universidade Federal de Santa Catarina. Iniciou sua trajetória profissional como engenheiro da Eletrosul Centrais Elétricas S/A. Em 1997 ingressou na política como secretário de Obras na Prefeitura de São José.
Em 2002 foi eleito deputado estadual. Djalma Berger se tornou o segundo vice-presidente da mesa diretora da Assembleia Legislativa de Santa Catarina, onde também participou e presidiu as Comissões de Finanças e Tributação, de Turismo e Meio Ambiente e de Direitos e Garantias Fundamentais.
Após quatro anos de mandato, Djalma Berger concorreu à Câmara Federal, e atuou em Brasília nas seguintes comissões permanentes: Ciência e Tecnologia, Comunicação e Informática (como suplente) e Turismo e Desporto e Viação e Transporte (ambas como titular). Foi também o presidente da comissão externa para a tragédia climática em Santa Catarina, e trabalhou como suplente nas comissões especiais de Serviços Notariais (PEC nº 471/05).
Além disso, Djalma exerceu outras atividades como membro das comissões de Transportes e Desenvolvimento Urbano e de Economia, Ciência e Tecnologia e como secretário de Obras na prefeitura de Florianópolis.
Em 2008 concorreu a prefeito de São José, vencendo a eleição com 36 mil votos.
Em 2012, Djalma, candidato à reeleição, perdeu a eleição para Adeliana Dal Pont.
Entre 16 de julho de 2015 e 14 de março de 2016, presidiu a Eletrosul.